# Kōnan, Kōchi
Kōnan (japanska: 香南市?, Kōnan-shi) är en stad i Kōchi prefektur i Japan. Staden bildades 2006 genom en sammanslagning av kommunerna Akaoka, Kagami, Noichi, Yasu och Yoshikawa. 